# 江東街道
江東街道（こうとうがいどう）は、南京市鼓楼区の街道。現行行政地名は江東街道清河新寓社区、江東街道睿城社区などの社区9個、村3個がある。、

## 行政区画
9街道、3村を管轄する。
| 番号 | 社区名       | 番号 | 社区名     |
| ---- | ------------ | ---- | ---------- |
| 01   | 清河新寓社区 | 07   | 宝船社区   |
| 02   | 睿城社区     | 08   | 宝地園社区 |
| 03   | 長陽花園社区 | 09   | 騰飛園社区 |
| 04   | 聚福園社区   | 10   | 清江村     |
| 05   | 銀城花園社区 | 11   | 中保村     |
| 06   | 江浜新寓社区 | 12   | 江東村     |

## 施設
・介護施設：
・図書館：

### 交通
・地下鉄の駅：

### 教育
・大学：
・中学：
・小学：

### 医療
・病院：江蘇省人民医院河西支院、江蘇省婦幼保健センター

### 娯楽
・体育館：